# Фельденкирхен, Андреас
Андре́ас Фельденки́рхен (нем. Andreas Feldenkirchen; род. Гамбург) — немецкий кёрлингист.
В составе мужской сборной Германии участник чемпионата мира 1996 и чемпионата Европы 1990.
Играл на позициях первого и второго.

## Команды
| Сезон   | Четвёртый           | Третий         | Второй                | Первый                | Запасной                      | Турниры            |
| ------- | ------------------- | -------------- | --------------------- | --------------------- | ----------------------------- | ------------------ |
| 1987—88 | Бернхард Майр       | Mark Sarty     | Ralph Schwarzwalder   | Андреас Фельденкирхен |                               | ЧМЮ 1988 (8 место) |
| 1990—91 | Родгер Густаф Шмидт | Philip Seitz   | Джонни Яр             | Андреас Фельденкирхен | Дирк Хорнунг, Joackim Fendske | ЧЕ 1990 (10 место) |
| 1995—96 | Джонни Яр           | Свен Гольдеман | Андреас Фельденкирхен | Тилль Томсен          | Дирк Хорнунг                  | ЧМ 1996 (9 место)  |
| 2006—07 | Кристофер Барч      | Феликс Шульце  | Андреас Фельденкирхен | Свен Гольдеман        |                               |                    |

(скипы выделены полужирным шрифтом)